# Parti communiste (Flandre)
 (janvier 2020).
Si vous disposez d'ouvrages ou d'articles de référence ou si vous connaissez des sites web de qualité traitant du thème abordé ici, merci de compléter l'article en donnant les références utiles à sa vérifiabilité et en les liant à la section « Notes et références ».
Pour les articles homonymes, voir Parti communiste et KP.
Le Parti communiste (en néerlandais : Kommunistische Partij, abrégé en KP), également appelé Parti communiste-Flandre (en néerlandais : Kommunistische Partij-Vlaanderen), est un parti politique belge flamand, né en 1989 de la scission de l'ancien Parti communiste de Belgique en deux formations, l'une flamande et l'autre francophone, le Parti communiste (Wallonie-Bruxelles).
Les résultats du PCB ayant toujours été nettement plus faibles en Flandre qu'en Belgique francophone, le KP envisage dès 1991 de se dissoudre. Il existe néanmoins jusqu'en 2009, date à laquelle il cesse d'être un parti politique et se transforme en groupe de réflexion.